# Yponomeuta interruptella
Yponomeuta interruptella is een vlinder uit de familie van de stippelmotten (Yponomeutidae). De wetenschappelijke naam van de soort werd in 1902 gepubliceerd door Sauber.